# Noord-Molukse ijsvogel
De Noord-Molukse ijsvogel (Todiramphus diops) is een vogel uit de familie Alcedinidae (ijsvogels).

## Verspreiding en leefgebied
Deze soort is endemisch op de noordelijke Molukken, een eilandengroep in het oosten van de Indische Archipel, gelegen tussen Sulawesi, de Filipijnen, Nieuw-Guinea en Timor.